# 花は咲く、修羅の如く
『花は咲く、修羅の如く』（はなはさく、しゅらのごとく）は、原作：武田綾乃、作画：むっしゅによる日本の漫画作品。『ウルトラジャンプ』（集英社）にて、2021年7号から連載中。略称は「花修羅」。武田が漫画原作を担当したのは、本作が初となる。
ダ・ヴィンチWebによると「実力のある同級生や頼りになる先輩」や「指導力の高い顧問など」が登場し、同原作者による『響け!ユーフォニアム』に通じる部分が見られる作品である。
メディアミックスとしてテレビアニメが2025年1月から3月まで放送された。

## あらすじ
とある島・十鳴島に住んでいた春山花奈はある日幼い子ども相手に朗読会を行っているところを彼女が進学する高校の放送部部員・薄頼瑞希に目撃されて放送部に勧誘される。そして花奈は放送部に入って成長していく。

## 登場人物
声の項は特筆ない限りはテレビアニメ版の声優。

### すももが丘高校放送部
春山 花奈（はるやま はな）
声 - 藤寺美徳 / 悠木碧（ボイスコミック）
本作の主人公。高校1年生。島で朗読会を行っていた所を瑞希に勧誘されて放送部に入る。毎日十鳴島からフェリーで高校へ通っている。島でよく野山を駆けていたため、おとなしい見た目に反して足がかなり速い。引っ込み思案な性格で普段はおどおどしているが、テンションが上がると途端に積極的になり周囲を驚かせることもある。聴いた者を物語の世界観に引き込むような天性の声質と演技の才能を持っており、放送部の皆からもそれを高く評価されている。
西園寺修羅の実の妹だが、現在は関係が途絶している。姉と母親が違うことや姓が異なること、西園寺修羅の出る番組を見るのを母親から禁じられていた事など、まだ作中で明かされていない事情が色々あるようだが、幼い頃は仲良く過ごしていた描写もあり、それもあってか朗読をする彼女の事をとても強く意識している。
今年のNコン京都大会の朗読部門で1年生でありながら3位となり、全国大会へ出場することとなった。
薄頼 瑞希（うすらい みずき）
声 - 島袋美由利 / 日笠陽子（ボイスコミック）
高校2年生。放送部部長。花奈の声に感銘を受けて放送部へ誘う。金髪。この道に入ったのは高校生になってからだが、天性の声の才能により朗読部門で瞬く間に実力を伸ばし、全国の強豪選手達に注目されている存在。まだ未成年にも関わらず、仕送りによって実家ではなくマンションで一人暮らしをしている。
実は、大企業である頼天グループの創業家一族出身であり、いわゆる社長令嬢。だが男児偏重の古い考えから女児を極度に軽視する祖母のために、幼少期からずっとネグレクトに近い扱いをされていたためグレて非行に走り、問題ばかり起こす娘に匙を投げた親に家から出されて現在の状況になっていた。そのため実家との折り合いが非常に悪く、大嫌いな祖母はもちろんの事、祖母に逆らえず言いなりの両親ともほぼ断絶状態で、当時は関わりの少なかった兄とも希薄な関係性だった。Nコン京都大会と兄の結婚式が重なった件で実家に軟禁された事件の際に、部員たちに事情を知らされて救援に来た兄と初めてまともに向き合って自分の事をどう思っていたかを知り、それからは兄とだけは関係性が改善している。
今年のNコン京都大会の朗読部門で牡丹鉾ぽここを抑えて念願の1位となり、去年に引き続き全国大会へ出場することとなった。
冬賀 萩大（とうが しゅうだい）
声 - 千葉翔也
高校1年生。第二中出身。言い方は厳しいが的確な意見を述べる。BGMや効果音を作るのが上手く、映像制作に並々ならぬ執着を抱いている。暇さえあれば使える音源を探してマイクで周囲の音を集めている。入部初日に朗読もアナウンスもやらないと主張し、映像一本で行くと宣言した。中学時代、同じ部の先輩だった箕原無花果と数日間だけ付き合っていた事がある。だが二人で作った映像作品の曲を勝手に編集された事がきっかけで喧嘩別れした。今年のNコン京都大会の創作テレビドラマ部門で1年生でありながら箕原無花果が制作した音羽高校の「竹林物語」に次いで入賞し、全国大会へ出場することとなった。
秋山 松雪（あきやま まつゆき）
声 - 山下誠一郎
高校1年生。第二中出身。成績優秀、常に冷静で部内のバランサー的な存在。とてもいい声質をしており、入学式で声を聴いた部長の瑞希がスカウトしてきた。部ではアナウンス部門を選択する。詩人作家として有名な弧ノ夜野終里が実の姉。医者の家系に生まれ、医者以外は人間ではないというような極端な両親に育てられてきた。兄と姉がいるが、兄は受験に失敗して引き籠り、姉は家の方針に反発して出て行っている。そのため両親は失敗作と吐き捨てる兄姉に代わって松雪に過大な期待を寄せており、自分の意見を押し殺し効率的に生きる事を自身に課してきた。部活の事も、親には必ずどこかに入らないといけない決まり等と嘘を付いて所属している。自分自身のやりたい道を選んで両親と縁を切り、家を出て行った姉の事を内心では憧れており、ずっと気にかけている。恋愛に興味が無いと言っているが、その一方で花奈の事が気になっている。今年のNコン京都大会のアナウンス部門で初心者にも関わらず6位となり、全国大会へ出場することとなった。
夏江 杏（なつえ あん）
声 - 和泉風花
高校1年生。第三中出身。中学3年の時は副部長を務めており、アナウンス部門で全国大会出場を果たした。とんでもない負けず嫌いで、やるからには常に一位を目指し、ライバル校出身の萩大ともよく張り合っている。オレンジ髪。花奈曰く「凄く綺麗でクリアな声」。当初は花奈に対して素っ気なかったが、根が優しいためなんだかんだと世話を焼くうちに仲良くなっていく。松雪の事が好きだが、彼自身は恋愛に興味が無いと言っているため告白出来ないでいる。京都最強で全国でも強豪選手である、ライラック女学院の柊谷満歌に勝とうと意識している。今年のNコン京都大会のアナウンス部門で1年生でありながら2位となり、全国大会へ出場することとなった。
整井 良子（ととのい りょうこ）
声 - 安野希世乃
高校2年生。放送部副部長。花奈曰く「柔らかく弾力のあるマシュマロのような声」の持ち主。優しくて控えめな性格をしており、突っ走りがちな瑞希や未熟な下級生達を的確にフォローする。古典への愛が非常に強く、語り出したら止まらない。朗読でも必ず古典を題材にする。だが古典は理解や読みが難解なため大会ではとても不利な題材であり、一度も全国大会へ行けたことが無い。今年のNコン京都大会の朗読部門は10位以下となり、名前が呼ばれる事はなかった。
箱山 瀬太郎（はこやま せたろう）
声 - 坂泰斗
高校2年生。ハスキーボイスの持ち主の眼鏡男子。人見知りで、ラジオの放送をやりたがらない。映像方面に強い。瑞希に強制的に朗読部門で大会に出場させられているが、愚痴を言いながらも発表が終わった際にはいつも清々しさを感じており、実は態度ほど嫌がっていなかった。良子の事が好きだが、当然のごとく告白は出来ていない。
吉祥寺 博美（きちじょうじ ひろみ）
声 - 遊佐浩二
教師。放送部顧問と演劇部副顧問を兼任している。一見やる気が無さげに見えるが、高校時代にNコン優勝経験があり、前の赴任高校では放送部を全国大会決勝に導いている優秀な指導者。

### ライラック女学院高等部
京都で一番強い名門校。花奈の高校入学の前年、アナウンス・朗読両部門で京都1位だった。朗読部門では全国決勝に臨んだ。
牡丹鉾 ぽここ（ぼたんぼこ ぽここ）
声 - 加隈亜衣
3年生。朗読部門では京都最強で、ずっと全国大会に出場している。去年も全国決勝へと進んでいる。独特の感性を持つ。朗読を真似するのも・されるのも嫌っており、学校の練習方針で他の部員が部内で一番上手な人の読みを真似する訓練（要するに自分の真似をされる）も好んでいない。自分が見込んだ相手には抱きついたりなどコミュニケーションが激しくなる。今年のNコン京都大会の朗読部門では薄頼瑞希に一歩及ばず2位となった。
香玲（しゃんりん）
声 - 古賀葵
1年生。朗読部門。中等科の途中まで中国で暮らしていたため、イントネーションに独特の癖がある。
柊谷満歌（ひいらぎだに みつか）
声 - 関根明良
2年生。アナウンス部門で全国大会に出場している部のエース。他校の生徒相手でも通りすがりにアドバイスするなど面倒見の良い面もあるが、基本的に無表情キャラなのと眼鏡を掛けていないと睨んでいるような目つきになるため、相手から怒られているなどと誤解されることも。慕っているぽここの前では表情や態度が別人のように変わる。今年のNコン京都大会のアナウンス部門で2年連続1位となった。

### 音羽高校
曇 美咲（くもり みさき）
声 - 市ノ瀬加那
1年生。朗読部門。杏とは旧知の仲で、同じ中学の放送部に所属していた。杏に対して強い親愛を抱いている。
箕原無花果
声 - 青山吉能
3年生。映像制作で音羽高校を創作テレビドラマ部門１位にした事があり、アナウンス部門でも上位に入り全国へ行っている。天性の才能を持つ実力者だが、ノリが軽く若干我儘な面も見られる。過去に冬賀萩大と付き合った事があるが、映像作品の編集を巡って喧嘩になり僅か数日で別れた。

### 帝龍学園高校
西園寺 修羅（さいおんじ しゅら）
声 - 日笠陽子
3年生。かつて天才と呼ばれた子役で現在も人気俳優。父は有名小説家「昏郷寒冴」母は有名女優「西園寺エリス」というサラブレッド。去年のNコン朗読部門の全国大会優勝者だが、その時の朗読DVDなどを発売して部活を商業活動に利用したため一時大炎上する。しかし、そんなものは本人にはそよ風ほどの影響も与えられず、社会的にもなんの影響も無かった。名門と呼ばれる帝龍高校において、高校から朗読を始めたにも関わらず中学からの経験者達を差し置いて校内発表会でいきなり大トリに選ばれ、当然のように起こった周囲からの不満ややっかみをその実力で黙らせた時から、校内において中心に居る存在となった。その影響力は、教師から特別の許可を得て校内に私的スペースを用意されるほど。
春山花奈の実の姉で幼少期は仲が良かったようだが、現在はどういうわけか強い拒絶の姿勢を見せる。花奈の事について触れる際、一応妹っぽいのはいるが認めていないと言ったり、全国出場の件を知った際にも様子が変わって私の愛を裏切った女と口にするなど、かなり複雑な事情がある模様。

### 島の人物
春山 理恵
声 - 後藤邑子
花奈の母親。
都成（となり）
声 - 浅野良介
島と本土を結ぶフェリーを運航している男性。花奈が放送部に入ることを聞きつけてフェリーの最終便の時間を遅くした。妻子持ち。

## 用語
十鳴島（となきしま）
花奈が住んでいる人口600人ぐらいの島。
すももが丘高校（すももがおかこうこう）
花奈たちが通う学校。京都府立。
SMGラジオ
毎週月曜から金曜まで12時50分から放送部が担当しているすももが丘高校内ラジオ。
すもみゃん
すももが丘高校放送部のマスコットキャラ。

## 制作背景
本作の制作のきっかけは、武田が放送部が舞台の短編小説「白線と一歩」を執筆したことだった。「白線と一歩」はもともと、『小説現代』の部活動がテーマの特集に掲載するために執筆された作品であり、ほかの作家とテーマが被るのを避けるために、放送部が舞台に選ばれた。執筆のためにある高校の放送部に取材に赴いた際、部員から「長編でも書いてほしい」と語られたことから、放送部が舞台の長編小説の構想を温めていた。その後ウルトラジャンプの編集部から漫画原作の依頼を受けた際、漫画という媒体であれば朗読中の情景描写などを小説よりも描きやすいと考え、本作の制作が始まった。武田が漫画原作を務めるのは本作が初めてであった。
キャラクターデザインは、まず武田が示したそのキャラクターの性格などの情報から、むっしゅが複数のデザイン案を描き、その中から武田のイメージに近いものを選ぶという工程を繰り返して作られていった。また、小説であれば描かれることの無い背景や、漫画的な表現はむっしゅが一任して描いている。
舞台の一つである十鳴島は、京都府の舞鶴と香川県の直島がモデルとなっており、この二つを合体させたような島として描かれている。

## 書誌情報
- 武田綾乃（原作）・むっしゅ（作画）『花は咲く、修羅の如く』 集英社〈ヤングジャンプ・コミックス〉、既刊9巻（2025年8月19日現在）
  1. 2022年1月19日発売[12]、ISBN 978-4-08-892171-6
  2. 2022年5月18日発売[13]、ISBN 978-4-08-892322-2
  3. 2022年9月16日発売[14]、ISBN 978-4-08-892445-8
  4. 2023年2月17日発売[15]、ISBN 978-4-08-892608-7
  5. 2023年7月19日発売[16]、ISBN 978-4-08-892764-0
  6. 2023年12月19日発売[17]、ISBN 978-4-08-893061-9
  7. 2024年6月19日発売[18]、ISBN 978-4-08-893290-3
  8. 2025年1月17日発売[19]、ISBN 978-4-08-893535-5
  9. 2025年8月19日発売[20]、ISBN 978-4-08-893789-2

## テレビアニメ
2025年1月から3月まで日本テレビほかにて放送された。

### スタッフ
- 原作 - 武田綾乃・むっしゅ[6]
- 監督 - 宇和野歩[6]
- シリーズ構成 - 筆安一幸[6]
- キャラクターデザイン - 相音光[6]
- 総作画監督 - 相音光[8]、嶋田聡史[8]
- プロップデザイン - 反田誠二[8]、相音光
- 美術監督 - 山口忍[8]、白井加奈子[8]
- 美術設定 - 新妻雅行
- 色彩設計 - 中野尚美[8]
- 撮影監督 - 棚田耕平[8]
- 編集 - 齋藤朱里[8]
- 音響監督 - 濱野高年[8]
- 音響効果 - 和田俊也
- 音楽 - 横山克[8]
- 音楽制作 - キングレコード
- プロデューサー - 藤井貴大、平原唯灯、紀東輝
- アニメーションプロデューサー - 大友寿也
- アニメーション制作 - スタジオバインド[6]
- 製作 - すももが丘高校放送部

### 主題歌
「自分革命」
SHISHAMOによるオープニングテーマ。作詞・作曲は宮崎朝子、編曲はSHISHAMO。
「朗朗」
さとう。によるエンディングテーマ。作詞・作曲はさとう。、編曲は関口シンゴ。

### 各話リスト
| 話数     | サブタイトル     | 脚本     | 絵コンテ            | 演出                | 作画監督 | 総作画監督        | 初放送日      |
| -------- | ---------------- | -------- | ------------------- | ------------------- | --- | ----------------- | ------------- |
| 第一話   | 花奈と瑞希       | 筆安一幸 | 宇和野歩            | 宇和野歩            | 相音光 | -                 | 2025年 1月8日 |
| 第二話   | 好きと才能       | 筆安一幸 | 宇和野歩            | 仲神友貴            | 雛田ゆいち 土佐岡加奈 佐藤修太 藤森蒼 月海充 柴田琴音                                                                     | 森本陽 中和田優斗 | 1月15日       |
| 第三話   | 夢とお泊まり     | 筆安一幸 | 藍崎灯              | 藍崎灯              | 滝本賢児 降籏秀吉 山村俊了                                                                                                | 嶋田聡史          | 1月22日       |
| 第四話   | 初めてと友達     | 谷内直人 | 高津戸友明          | 高津戸友明          | 泉坂つかさ 萩原圭太 川﨑玲奈 杉薗真希 壽恵理子 鄭敏熙 陳婷婷 HONG NHUNG                                                   | 嶋田聡史          | 1月29日       |
| 第五話   | アオハルと雨傘   | 筆安一幸 | 渋谷亮介            | 長島広季            | 泉坂つかさ 壽恵理子 鈴木ゆうこ 降籏秀吉 松下純子 山村俊了 李嘉 林卓宇 蘇子緯 暗編先 郭書夢 張笑 麻薯 神龍                 | 相音光            | 2月5日        |
| 第六話   | 原稿とパンケーキ | 谷内直人 | 土門健一 宇和野歩   | 土門健一            | 泉坂つかさ 壽恵理子 杉薗真希 藤部生馬 滝本賢児 王世林 陳婷婷 赵二虎                                                       | 嶋田聡史          | 2月12日       |
| 第七話   | 姉と弟           | 谷内直人 | 望月智充            | 幸博コマヲ          | 河野敏弥 迫江沙羅 片出健太 大野勉 佐々木美穂 李育蓁 李煜惠 孙振亮 味增拉面 牟鑫 胡雲濤 楊鎮宇 武釗 郭余楽 Usagi Hone 鞠启 | 相音光            | 2月19日       |
| 第八話   | 満足と未完成     | 谷内直人 | 辻紗耶佳 長島広季   | 辻紗耶佳            | 陳凱馳 中等暴龍 阿肆 則恩 顾宏瑜 王火龙 赵二虎 棒冰                                                                       | 滝本賢児          | 2月26日       |
| 第九話   | お揃いとすれ違い | 谷内直人 | 渋谷亮介            | 北村充基            | 秋月彩 壽恵理子 黒岩裕美 大原大 川﨑玲奈 李嘉 王世林 鄭敏熙 无锡市樱花卡通有限公司                                        | 嶋田聡史          | 3月5日        |
| 第十話   | 橘と覚悟         | 谷内直人 | 望月智充 宇和野歩   | 川岸和樹            | 泉坂つかさ 扇多恵子 藤部生馬 萩原圭太 降籏秀吉 山村俊了                                                                   | 相音光            | 3月12日       |
| 第十一話 | 仲間と家族       | 筆安一幸 | 永居慎平            | 立野友貴 長島広季   | 杉薗真希 立野友貴 壽恵理子 陳凱馳 中等暴龍 阿肆 則恩 李子奕 王火龙 王力 ango cans 李玲 王志華 神龍 无锡市樱花卡通有限公司 | 嶋田聡史 滝本賢児 | 3月19日       |
| 第十二話 | 花奈と修羅       | 筆安一幸 | 高津戸友明 宇和野歩 | 高津戸友明 宇和野歩 | 山村俊了 壽恵理子 滝山真哲 扇多恵子 黒岩裕美 川﨑玲奈 藤部生馬 大原大 李嘉 萩原圭太 天山 謝佳佳 黄志華 李玲               | 相音光            | 3月26日       |

### 放送局
| 放送期間               | 放送時間                     | 放送局       | 対象地域   | 備考                                            |
| ---------------------- | ---------------------------- | ------------ | ---------- | ----------------------------------------------- |
| 2025年1月8日 - 3月26日 | 水曜 1:29 - 1:59（火曜深夜） | 日本テレビ   | 関東広域圏 | 製作参加 /『AnichU』枠                          |
|                        | 水曜 23:30 - 木曜 0:00       | BS日テレ     | 日本全域   | 製作参加 / BS/BS4K放送 / 『アニメにむちゅ〜』枠 |
|                        |                              | 千葉テレビ   | 千葉県     | 県内では実質再放送                              |
|                        |                              | テレビ埼玉   | 埼玉県     | 県内では実質再放送                              |
|                        |                              | テレビ神奈川 | 神奈川県   | 県内では実質再放送                              |
| 2025年1月9日 - 3月27日 | 木曜 0:00 - 0:30（水曜深夜） | サンテレビ   | 兵庫県     |                                                 |
|                        |                              | KBS京都      | 京都府     |                                                 |
|                        | 木曜 23:30 - 金曜 0:00       | AT-X         | 日本全域   | CS放送 / 字幕放送 / リピート放送あり            |

| 配信開始日    | 配信時間                           | 配信サイト |
| ------------- | ---------------------------------- | --- |
| 2025年1月8日  | 水曜 1:30（火曜深夜） 更新         | Hulu U-NEXT アニメ放題 |
| 2025年1月11日 | 土曜 0:00（金曜深夜） 更新         | dアニメストア Lemino アニメタイムズ |
| 2025年1月13日 | 月曜 0:00（日曜深夜） 以降順次更新 | ABEMA Amazon Prime Video バンダイチャンネル DMM TV FOD TVer TELASA J:COM STREAM milplus ニコニコ生放送 ニコニコチャンネル Pontaパス HAPPY!動画 ふらっと動画 |

### BD
| 巻 | 発売日        | 収録話         | 規格品番   |
| -- | ------------- | -------------- | ---------- |
| 上 | 2025年4月30日 | 第1話 - 第6話  | KIXA-90996 |
| 下 | 2025年5月28日 | 第7話 - 第12話 | KIXA-90997 |

### Webラジオ
2024年12月24日より、春山花奈役の藤寺美徳と薄頼瑞希役の島袋美由利がパーソナリティを担当する公式Webラジオ『SMGラジオ』が、音泉およびKAC公式YouTubeチャンネルにて配信。
| 日本テレビ 『AnichU』前半枠                                                           | 日本テレビ 『AnichU』前半枠 | 日本テレビ 『AnichU』前半枠 |
| 前番組                                                                                | 番組名                      | 次番組                      |
| ------------------------------------------------------------------------------------- | --------------------------- | --------------------------- |
| 銀河英雄伝説 Die Neue These - ※第1期・第2期はNHK Eテレにて 本放送されたため実質再放送 | 花は咲く、修羅の如く        | アポカリプスホテル          |